# Kennedy Ondiek
Kennedy Ondiek (né le 12 décembre 1966 à Kisumu, mort le 14 juillet 2011) est un athlète kényan, spécialiste du sprint.
En 1991, à l'occasion des Championnats du monde à Tokyo, il réalise ses deux records personnels sur 100 m (10 s 57) et sur 200 m (20 s 73). Cette année-là, il est médaillé de bronze du relais 4 x 100 mètres aux Jeux africains au Caire. Il conserve longtemps le record kényan du relais 4 × 100 m obtenu lors des Jeux olympiques à Séoul en 1988. Il participe également aux Championnats du monde à Stuttgart en 1993.